# Gavojdia
Gavojdia (Hongaars: Gavosdia, Duits: Gawoschdia) is een gemeente in het Roemeense district Timiș en ligt in de regio Banaat in het westen van Roemenië. De gemeente telt 2803 inwoners (2005).

## Geschiedenis
In 1363 werd Gavojdia officieel erkend. Door de overstromingen van 2005 werden er 2 gebouwen aangetast binnen de gemeente.

## Geografie
De oppervlakte van Gavojdia bedraagt 79,44 km², de bevolkingsdichtheid is 35 inwoners per km².
De gemeente bestaat uit de volgende dorpen: Gavojdia, Jena, Lugojel, Sălbăgel.

## Demografie
Van de 3155 inwoners in 2002 zijn 2738 Roemenen, 39 Hongaren, 11 Duitsers, 43 Roma en 324 van andere etnische groepen.
Onderstaande figuur toont het verloop van het inwoneraantal vanaf 1880.

## Politiek
De burgemeester van Gavojdia is Dănuț Toma Stoica (PSD).
Balinț · Banloc · Bara · Bârna · Beba Veche · Becicherecu Mic · Belinț · Bethausen · Biled · Birda · Bogda · Boldur · Brestovăț · Cărpiniș · Cenad · Cenei · Checea · Chevereșu Mare · Comloșu Mare · Coșteiu · Criciova · Curtea · Darova · Denta · Dudeștii Noi · Dudeștii Vechi · Dumbrava · Dumbrăvița · Fibiș · Fârdea · Foeni · Gavojdia · Ghilad · Ghiroda · Ghizela · Giarmata · Giera · Giroc · Giulvăz · Gottlob · Iecea Mare · Jamu Mare · Jebel · Lenauheim · Liebling · Lovrin · Margina · Mașloc · Mănăștiur · Moravița · Moșnița Nouă · Nădrag · Nițchidorf · Ohaba Lungă · Orțișoara · Parța · Pădureni · Peciu Nou · Periam · Pietroasa · Pișchia · Racovița · Remetea Mare · Sacoșu Turcesc · Saravale · Satchinez · Săcălaz · Secaș · Sânandrei · Sânmihaiu Român · Sânpetru Mare · Șag · Şandra · Știuca · Teremia Mare · Tomești · Tomnatic · Topolovățu Mare · Tormac · Traian Vuia · Uivar · Valcani · Variaș · Victor Vlad Delamarina · Voiteg